# 고래 폭발

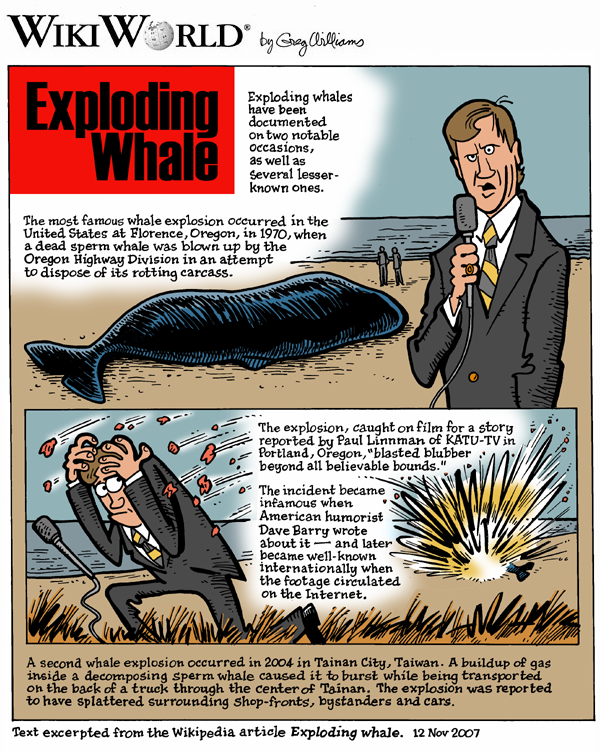
고래 폭발을 주제로 한 ‘위키월드’

고래 폭발은 크게 두 가지 유명한 사건에서 찾을 수 있다. 제일 유명한 폭발은 1970년 미국 오리건주 플로렌스에서, 오리건 고속도로국(Oregon Highway Division)이 향고래(원래는 귀신고래로 알려졌으나, 후에 향고래로 판명되었다.)의 부패한 시체를 처리하기 위해 폭발시킨 사건이다. 이 사건은 미국의 유머 작가 데이브 베리가 텔레비전 영상물을 녹화한 비디오 테이프를 보고, 신문 칼럼에 이 사실을 게재함으로써 미국에서 유명해졌다. 이 사건은 나중에 인터넷에서 그 영상물이 유포되어 전 세계적으로 알려지게 되었다.
다른 유명한 고래 폭발은 자연적으로 일어난 폭발이다. 2004년 타이완에서 일어난 것으로, 해부를 위해 운송중이던 부패된 향고래 안에 가스가 축적되어 폭발한 사건이다. 고래가 폭발하는 것은 흥미롭고 황당한 주제기 때문에 몇몇 작가가 글의 소재로 이용하기도 했다.

## 사건
동물 폭발이 기록으로 남겨진 경우는 상당히 드물다. 미국과 타이완에서 고래가 폭발한 것은 전 세계 언론사들에 의해 널리 보도되었지만, 이외의 지역에서 발생한 동물 폭발은 널리 알려지지 않았다.

### 미국의 고래폭발
1970년 11월 12일 길이 14m, 무게 8톤 가량의 향고래가 오리건주 플로렌스 인근 해변에서 죽었다. 오리건 주의 모든 해변은 공원 및 여가 활동국 관리하에 있었기에, 오리건 고속도로국(Oregon Highway Division, 현재는 오리건 교통부)이 시체를 처리할 책임이 있었다. 오리건 고속도로국은 미국 해군과 상의 끝에 반 톤 가량의 다이너마이트를 장착해 폭파하기로 결정했다. 고래를 태우기보다는 다이너마이트로 폭파시켜 동물에 의해 자연 분해될 수 있도록 작은 조각들로 분해시키려는 목적이었다. 폭발 결과는 도그 브라질에 의해 텔레비전 카메라로 녹화되었고, 포틀랜드에 있는 KATU-TV의 뉴스 기자 폴 린맨이 이 사실을 보도했다. 폭발 때문에 엄청난 고래의 기름이 날아가서 자동차를 덮치기도 했다.
사건 이후 몇 년 동안 고래 폭발 이야기는 사람들 사이에서 사실이 아닌 도시 전설로 여겨졌다. 하지만 인기 작가 데이브 베리가 1990년 5월 20일 마이애미 헤럴드에 이 사건을 칼럼으로 쓰면서 일반에게 알려지기 시작했다.
폴 린맨이 KATU에 송고한 사건 기사와 함께 나온 보도 영상이 몇몇 인터넷 웹사이트에 영상 파일로 올려지면서 비교적 유명하고 대중적인 인터넷 문화가 되었다.

### 타이완
타이완의 유명한 고래 폭발은 2004년 1월 26일에 타이난시에서 일어났다. 길이 17m, 무게 50톤의 향고래가 해부를 위해 인근 연구 시설로 옮겨지던 중에 터졌다. 부패로 인해서 고래 내부에 가스가 찬 것이 원인이었다. 이 고래는 타이난(臺南, 대남)의 서남쪽 해안 위에서 죽었는데, 당시 고래를 옮기기 위해 3개의 크레인과 50명의 인부가 동원되어 13시간이 소요되었다.
폭발은 장관이었지만 연구원들은 동물을 해부하는 것을 멈추지 않았다. 이 폭발로 인해 주변 상점, 구경꾼 그리고 자동차 등에 피와 고래 내장이 흩뿌려졌다.

### 그외의 사건
브리티시 컬럼비아의 솔트스프링 섬에 있는 표류된 고래는 폭발하기 전까지 부패했다. 지역 주민에 의하면 고래의 지방질이 나무에 몇주씩이나 걸렸다고 한다.
고래시체는 종종 폭발을 통해 처리되며, 그전에 바다로 끌어낸다. 남아프리카공화국과 아이슬란드에서도 이러한 방법으로 처리가 이루어진 적이 있다.